# Джагадхари
Джагадхари (англ. Jagadhri, хинди जगाधरी) — город на севере Индии, в штате Харьяна, входит в состав округа Ямунанагар.

## География
Город находится в северо-восточной части Харьяны, к западу от канала Западная Ямуна, непосредственно к северу от города Ямунанагар. Абсолютная высота — 262 метров над уровнем моря.
Джагадхари расположен на расстоянии приблизительно 77 километров к юго-востоку от Чандигарха, административного центра штата и на расстоянии 145 километров к северу от Нью-Дели, столицы страны.

## Демография
По данным официальной переписи 2011 года численность населения города составляла 124 915 человек, из которых мужчины составляли 54,2 %, женщины — соответственно 45,8 %. Уровень грамотности населения составлял 76,4 %. Уровень грамотности среди мужчин составлял 79,2 %, среди женщин — 73,1 %. 10,9 % населения составляли дети до 6 лет.